# Classe Vulcain
La classe Vulcain (indicatif visuel M614) est une série de chasseur de mines de type BBPD de la Marine nationale française. Ils ont été construits entre 1985 et 1987 par les chantiers de Constructions mécaniques de Normandie et les chantiers et ateliers de la Perrière.

## Caractéristiques
Les 3 bâtiments Vulcain, Styx et Pluton sont des plateformes d'où opèrent les groupes de plongeurs démineurs. L'Achéron participe pour sa part à l'expérimentation et au développement des nouveaux matériels de plongée. Il est également utilisé par l'école de plongée de Saint-Mandrier pour la formation des plongeurs de bord, des plongeurs démineurs et des nageurs de combat.
Ces bâtiments sont conçus pour assurer le soutien des plongeurs démineurs opérant en plongée autonome jusqu’à 80 mètres. Ils disposent ainsi principalement d'un caisson hyperbare multiplace, d'une station d'air comprimé haute pression pour le gonflage des bouteilles de plongée, et d'une grue hydraulique télescopique pour la mise à l'eau des embarcations ou les déplacements de charges lourdes (capacité: 5 tonnes à 6 mètres; 3,5 tonnes à 10 mètres).

## Liste des navires de la classe
| Nom     | N°   | Mise sur cales    | Mise à l'eau     | Mise en service  | Base navale |
| ------- | ---- | ----------------- | ---------------- | ---------------- | ----------- |
| Vulcain | M611 | 15 mai 1985       | 17 janvier 1986  | 11 octobre 1986  | Cherbourg   |
| Pluton  | M622 | 25 septembre 1985 | 15 avril 1986    | 12 décembre 1986 | Toulon      |
| Styx    | M614 | 16 avril 1986     | 3 mars 1987      | 22 juillet 1987  | Brest       |
| Achéron | A613 | 5 février 1986    | 19 novembre 1986 | 21 avril 1987    | Toulon      |